# Джоунс, Томас Дейвид
То́мас Дэ́вид Джо́унс, (англ. Thomas David 'Tom' Jones; род. 1955) — астронавт НАСА. Совершил четыре космических полёта на шаттлах: STS-59 (1994, «Индевор»), STS-68 (1994, «Индевор»), STS-80 (1996, «Колумбия») и STS-98 (2001, «Атлантис»), совершил четыре выхода в открытый космос, капитан ВВС США.

## Личные данные и образование
Родился 22 января 1955 года в городе Балтимор, Мэриленд. В 1973 году окончил среднюю школу в городе Эссекс, штат Мэриленд. В 1977 году получил степень бакалавра в области фундаментальных наук в Академии ВВС США, в городе Колорадо-Спрингс, штат Колорадо. В 1988 году получил степень доктора наук в области планетологии в Университете штата Аризона, в городе Тусон.

## До НАСА
Один из лучших выпускников Академии ВВС США, служил на действительной военной службе в качестве офицера военно-воздушных сил в течение 6 лет. После обучения в Школе пилотов в Оклахоме, летал на стратегических бомбардировщиках на авиабазе Карсвелл, штат Техас. Как лётчик и командир самолёта B-52D, командовал экипажем из шести человек. Имеет более 2 000 часов налёта на реактивных самолётах, ушёл в отставку в чине капитана в 1983 году. С 1983 по 1988 год работал над кандидатской диссертацией в Университете Аризоны в Тусоне. Его научные интересы: дистанционное зондирование астероидов и метеоритов, спектроскопия и использование космических средств. С 1989 по 1990 год, работал в Вашингтоне, округ Колумбия, в офисе ЦРУ по развитию и технике. В 1990 году стал работать в корпорации «Science Applications International Corporation» в Вашингтоне в качестве старшего научного сотрудника. Как лётчик имеет общий налёт более 2 000 часов..

## Подготовка к космическим полётам
В январе 1990 года был зачислен в отряд НАСА в составе тринадцатого набора, кандидатом в астронавты. Стал проходить обучение по курсу Общекосмической подготовки (ОКП). По окончании курса, в июле 1991 года получил квалификацию «специалиста полёта» и назначение в Офис астронавтов НАСА.

## Полёты в космос
- Первый полёт — STS-59 [2], шаттл «Индевор». C 9 по 20 апреля 1994 года в качестве «специалиста полёта». Основной целью миссии было изучения крупномасштабных процессов в природе и изменения климата. Для выполнения целей миссии на шаттле была смонтирована «Космическая радарная лаборатория» SRL-1 (Space Radar Laboratory) в состав которой входят два радара: радар построения радиолокационного изображения SIR-C (Shuttle Imaging Radar) и радар с синтезированной апертурой X-SAR (X-band Synthetic Aperture Radar), а также прибор для мониторинга загрязнений в атмосфере MAPS (Measurement of Air Pollution from Satellite). Продолжительность полёта составила 11 суток 5 часов 20 минут.[3].
- Второй полёт — STS-68 [4], шаттл «Индевор». C 30 сентября по 11 октября 1994 года в качестве «специалиста полёта». Второй полёт шаттла с Космической радарной лабораторией (SRL-2), предназначенной для отработки системы всепогодного радиолокационного зондирования[5]. Продолжительность полёта составила 11 суток 5 часов 47 минут [6].
- Третий полёт — STS-80 [7], шаттл «Колумбия». C 19 ноября по 7 декабря 1996 года в качестве «специалиста полёта». Целями миссии были выведение на орбиту и возврат спутника для исследований в области технологии WSF и астрономического спутника ORFEUS-SPAS, отработка инструментов и процедур работ по сборке и обслуживанию Международной космической станции и проведение других экспериментов в условиях микрогравитации. Самый длительный полёт шаттла в истории. Во время полёта была предпринята попытка выхода в открытый космос: 29 ноября 1996 года - продолжительностью 46 минут - шлюзовой люк не открывался. Продолжительность полёта составила 17 суток 15 часов 54 минуты.[8][9].
- Четвёртый полёт — STS-98 [10], шаттл «Атлантис». C 7 по 20 февраля 2001 года в качестве «специалиста полёта». Основной задачей являлась доставка на Международную космическую станцию (МКС) лабораторного модуля «Дестини»[11]. Во время полёта выполнил три выхода в открытый космос: 10 февраля 2001 года - продолжительностью 7 часов 34 минуты, астронавты Томас Джоунс и Роберт Кербим. Обеспечение переноса и пристыковки Лабораторного модуля, стыковка разъёмов СЭП и СТР. 12 февраля 2001 года - 6 часов 50 минут, астронавты Томас Джоунс и Роберт Кербим. Обеспечение переноса и пристыковки герметичного стыковочного переходника PMA-2 (PMA-2 был перестыкован на передний порт нового модуля, а сама «Дестини» заняла его место на переднем порту «Юнити». 14 февраля - 5 часов 25 минут, астронавты Томас Джоунс и Роберт Кербим. Установка антенной сборки SASA, отработка эвакуации астронавта. Продолжительность полёта составила 12 суток 21 часов 21 минуты.[12].

Общая продолжительность внекорабельной деятельности (ВКД) за 4 выхода — 20 часов 35 минут. Общая продолжительность полётов в космос — 53 дня 0 часов 49 минут.

## После полётов
В «Ассоциации исследователей космоса», в американском отделении, был выбран членом Совета директоров и казначеем. Джонс осуществляет перспективное планирование программ в исследовательском отделе НАСА по изучению Солнечной системы, будущих роботизированных миссий на Марс, астероиды и за пределы Солнечной системы.

## Личная жизнь
Разведён. Любит бейсбол, пешие прогулки, езду на велосипеде, отдых на природе, катание на лыжах, и акробатические полёты. Увлекается чтением, его любимые темы - американская и военная история, в частности, американская гражданская война..

## Награды и премии
Награждён: Медаль «За космический полёт» (1994, 1994, 1996 и 2001), Медаль «За выдающуюся службу» (НАСА), Медаль «За исключительные заслуги», Медаль «За выдающееся лидерство» и многие другие.